# Johann Wulfing von Schlackenwerth

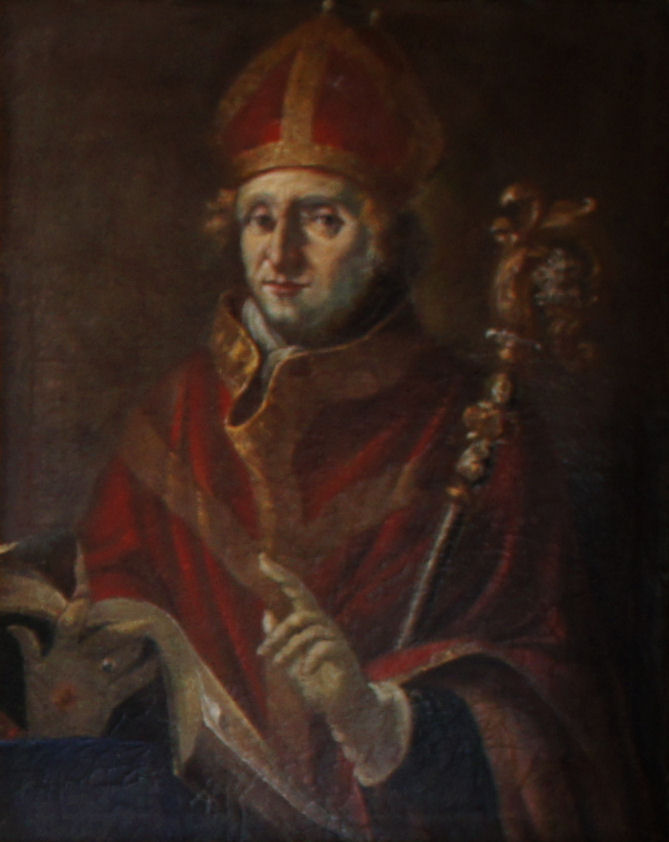
Johannes I. Wulfing auf einem Gemälde im Fürstengang Freising

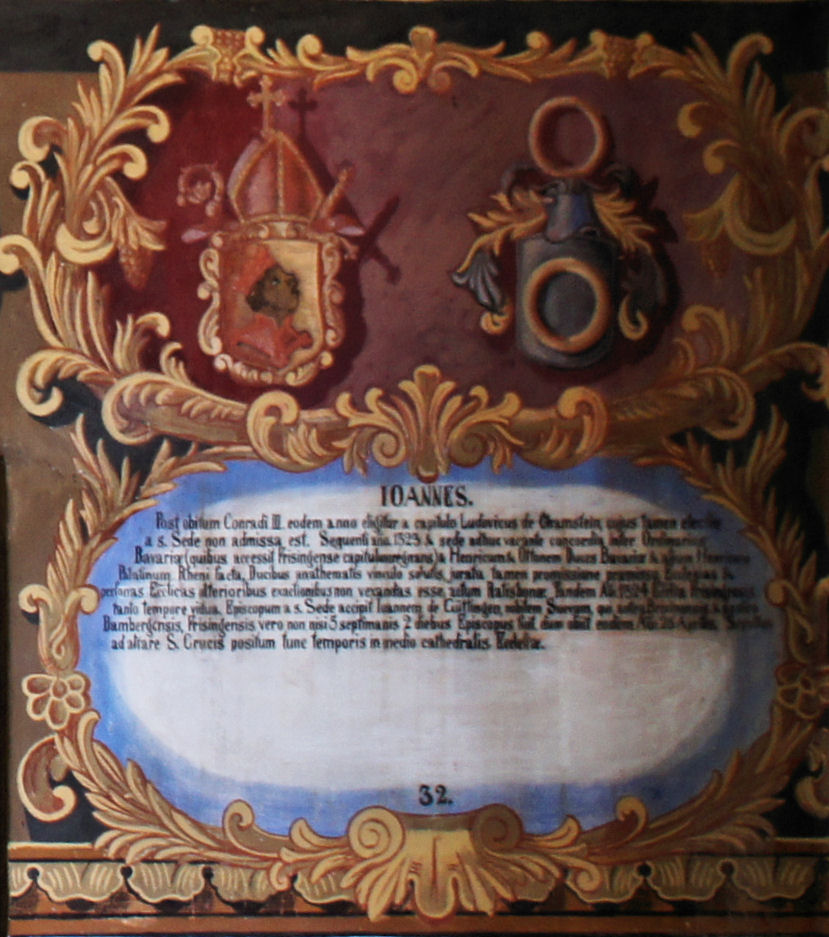
Wappentafel von Johannes I. Wulfing im Fürstengang Freising

Johann Wulfing von Schlackenwerth, auch Johannes Wülfing von Schlackenwerth († 26. April 1324 in Freising), war ein böhmischer Geistlicher. Er war Bischof von Brixen und späterer Fürstbischof von Bamberg und Freising.

## Bischof von Brixen und Bamberg
Johann stammte aus Schlackenwerth bei Karlsbad in Böhmen. Er war Inhaber zahlreicher Pfründen in Prag, Olmütz, Krakau und Meißen. Ob er adelig war oder das „von“ nur eine geographische Bezeichnung war, ist bis heute unklar.
Um 1303 war er Kaplan und Sekretär des König Wenzel II. von Böhmen und wurde nach dem 3. April 1306 vermutlich auf dessen Betreiben zum Bischof von Brixen gewählt.
Obwohl vom Domkapitel ordnungsgemäß gewählt, musste er sich persönlich an den päpstlichen Hof nach Avignon begeben und wurde von Papst Clemens V. erst bestätigt, nachdem er die ausstehenden Annaten der Bischöfe von Brixen bezahlte.
1322 versetzte ihn Papst Johannes XXII. nach Bamberg. Um jedoch die hohen Kosten für die Servitien leisten zu können, musste Johann eine Anleihe von 1000 Goldgulden aufnehmen.

## Bischof von Freising
Nach dem Tod Bischofs Konrads III. um Ostern 1322 wählte das Freisinger Domkapitel den Freisinger Dompropst Albert von Enn zum Bischof. Nach kanonischem Recht musste der Salzburger Erzbischof Friedrich III. von Leibnitz die Wahl bestätigen, was er jedoch verweigerte; stattdessen sollte Papst Johannes XXII. in Avignon entscheiden. Dieser bestimmte am 23. Dezember 1323 Johann Wulfing von Schlackenwerth zum Freisinger Bischof, den er aber erst kurz zuvor am 16. Juni 1322 zum Bischof von Bamberg ernannt hatte. Der Grund der Ernennung liegt wohl in der päpstlichen Absicht begründet, möglichst hohe Servitien zu erzielen, die der Papst nur verlangen konnte, wenn er einen Bischof von einem Bistum in ein anderes, frei gewordenes versetzte.
Obwohl er ab Weihnachten 1323 Bischof von Freising war, blieb er bis März 1324 in Bamberg und war nach den Freisinger Überlieferungen nur 5 Wochen und 2 Tage im Amt. Dann starb er am 26. April 1324 in Freising. Er wurde vor dem Kreuzaltar im Dom beigesetzt.
Nach der Aussage seiner Grabinschrift war er doctor decretorum, also ein studierter Kenner des Kirchenrechts.